# Autokommunikation

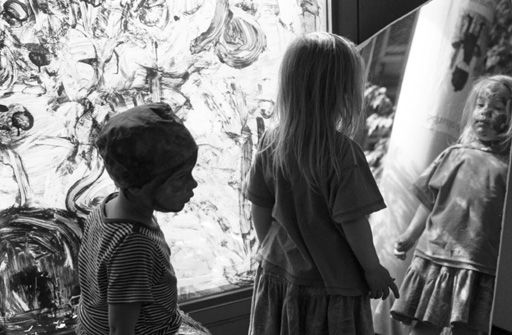
Ein Vorschulkind vor einem Spiegel beim Betrachten von selbsterstellten Veränderungen mittels Fingerfarben.

Mit Autokommunikation werden Kommunikationsprozesse bezeichnet, in denen eine Person sich selbst anspricht. Dieselbe Person fungiert als Sender und als Empfänger einer Mitteilung. Autokommunikative Vorgänge laufen zum einen parallel ab, wenn eine Person mit einer anderen kommuniziert, zum anderen wenn eine Person für sich allein ist. Weitgehend synonyme Begriffe sind u. a.: Selbstgespräch, Selbstanrede, Mit-sich-selbst-Reden, Selbstkommunikation, intrapersonelle Kommunikation, Selbstverständigung. Es können drei Typen der Autokommunikation unterschieden werden: gedächtnisstützende (mnemonische), künstlerische (inventive) und selbststeuernde Autokommunikationen (siehe auch Selbstexploration).

## Definition
Autokommunikation wird definiert „als individuell vollzogene kommunikative Operation“. Lotman (1922–1993), ein estnisch-russischer Semiotiker, hat den Terminus 1970 erstmals verwendet, er spricht auch von Kommunikation im „Ich-Ich-Modell“. Broms & Gahmberg (1983) und Neuberger (1985) haben Lotmans Konzeption zu einem sozialpsychologischen Konzept weiterentwickelt.
Kommunikation wird als Prozess aufgefasst: Ein Sender kodiert („übersetzt“) einen persönlichen Inhalt in äußerbare Zeichen (Mitteilung, z. B. mündliche oder schriftliche Nachricht), die von einem Empfänger (Rezipient) dekodiert (entschlüsselt) und zu seinem persönlichen Inhalt gemacht werden (Sender-Empfänger-Modell). – Zu einer persönlichen Kommunikation gehört die Antwort des Empfängers immer dazu. Dies wird z. B. deutlich, wenn ein Gruß nicht abgenommen wird oder wenn bei einer Witzerzählung der Hörer nicht lacht. – Von Autokommunikation kann nur dann gesprochen werden, wenn innerhalb einer Person eine Sender- und eine Empfänger-Instanz ausgemacht werden können.

## Semiotisches Modell der Autokommunikation
Lotman (2010) untersucht Kommunikationen, bei denen die Mitteilungen in Texten bestehen. Personen und Systeme (z. B. die „Kultur“) richten Mitteilungen an andere („Ich-Er-Modell“) und an sich selber („Ich-Ich-Modell“). Letztere werden Autokommunikationen genannt. Die beiden Mitteilungsmodelle verwenden verschiedene Codes; je nach Code wird eine Mitteilung unterschiedlich interpretiert. Der Rezipient entscheidet, welchen Code er an einen Text anlegt. Wird ein Text im Ich-Ich-Modell rezipiert, hat er „die Tendenz, individuelle Bedeutungen aufzubauen und die ungeordneten Assoziationen im Bewusstsein einer Person zu organisieren.“ Autokommunikation verändert das „Ich“ und das Selbst. Schorno (2004) verortet Autokommunikation zwischen Kognition und Kommunikation. Er führt eine semiotische Analyse der mit diesen verbundenen Sinnprozesse durch.

## Autokommunikative Phänomene
Es besteht eine Vielfalt „autokommunikativer Phänomene“.
Gedächtnisstützende Autokommunikation
- Führen eines Tagebuchs als Gedächtnishilfe; Notizen einer Person, um sich später zu erinnern, z. B. Einkaufsliste.[6]

Künstlerische Autokommunikation
- Ein Autor übernimmt die Perspektive des Publikums (Roletaking) bei der Herstellung oder Überarbeitung eines (künstlerischen) Textes.[7] Ein Ensemble (als Kollektivperson) probt eine Theateraufführung.

Selbststeuernde Autokommunikation
- Jede öffentliche Mitteilung einer Organisation, Institution oder Gruppe kann als Selbstbeschreibung interpretiert werden. Die Mitteilung „nach außen“ wirkt „nach innen“ zurück und beeinflusst die internen Kommunikationsprozesse (Broms & Gahmberg 1983).
- Aufrechterhaltung des Selbst: In einer Mitteilung bietet eine Person als Sender dem Empfänger zugleich eine „Ich-Definition“ an. Die Mitteilung wirkt auf das Selbst des Senders zurück (Neuberger 1985; Watzlawick u. a. 1969).
- Ein Kommunikationspartner wird lediglich vorgestellt: Eine Person kommuniziert mit imaginierten (ihr bekannten oder fiktiven) Personen, mit verinnerlichten Autoritätspersonen (Roletaking); sie hört die „Stimme des Gewissens“;  sie berät sich mit sich selbst bei konflikthaften Entscheidungen; sie hat „zwei Seelen in der Brust“ (Schulz von Thun 1998).
- Selbstkommunikation, Selbstbewertung (Tönnies 1994); Selbstbelohnung, Selbstbestrafung.
- Selbstinstruktion:  Eine Person sagt sich z. B. Rechenregeln vor; Sich-Vorsagen und Befolgen von Regeln zur Strukturierung von kognitiven Abläufen (Meichenbaum 2003); Befolgen einer Gebrauchsanweisung; Vorsatzbildung.
- Ein Leser/Hörer zieht einen veröffentlichten Text heran zur persönlichen Klärung, Selbst-Interpretation oder Sinngebung, z. B. anhand einer Romanfigur, eines formulierten Gebets oder eines Sinnspruchs. Ein Ritual richtet sich in der Regel an die es vollziehenden Personen, nicht an unbeteiligte Dritte (Lotman 2010).

### Management als symbolisches Handeln
Broms & Gahmberg (1983) wenden Lotmans Ansatz auf das Management von Organisationen (Kollektivpersonen) an. Führung ist dann wirksam, wenn sie Visionen, Bilder, Mythen und Wertvorstellungen hervorbringt und kommuniziert. Vermittels des autokommunikativen Codes reichert die Führung ihre öffentlichen Mitteilungen mit entsprechenden Vorstellungen, Bildern und Slogans an. Die Mitteilungen erhalten so eine motivierende und der „Ich-Erhöhung“ dienende Wirkung, und zwar sowohl bei der Führung selbst (als Sender) als auch bei den Empfängern (Öffentlichkeit, Mitarbeiter). Als Beleg führen die Autoren an, dass „strategische“, d. h. langfristige, Planungen, die von großen Organisationen für die Öffentlichkeit (Aktionäre, staatliche Stellen etc.) kommuniziert werden, in der Regel nicht praktisch umgesetzt werden. Vielmehr wirken sie autokommunikativ zurück, sie erzeugen eine Vision und verändern das Selbst der Organisation. „Viele Pläne wirken wie Spiegel, die einer Organisation vorgehalten werden, die sagen 'Das ist es, wie Ihr aussehen sollt': In diesem Sinn ist Planung eine Lotman'sche Autokommunikation.“

### Aufrechterhaltung des Selbst
Neuberger (1985) übernimmt die Lotman-Rezeption von Broms & Gahmberg (1983) und wendet sie auf die Kommunikation von Personen und von Organisationen an. Die Mitteilung eines Senders im „Ich-Er-Modell“ enthält die vier „Seiten“ Sachinhalt, Selbstoffenbarung, Beziehung und Appell (Vier-Seiten-Modell nach Schulz von Thun 1981). Der Empfänger dekodiert die Mitteilung nach diesen vier Seiten. Autokommunikation ist nach Neuberger die 5. Seite einer Mitteilung: Nach dem Absenden wirkt die Mitteilung im „Ich-Ich-Modell“ auf das Selbst des Senders zurück. Neuberger bringt als Beispiel: Ein Chef bittet in einer Sitzung eine Fach-Mitarbeiterin, Kaffee zu kochen, da die Sekretärin im Urlaub ist. Die Mitarbeiterin kommt der Aufforderung nach. Damit bestätigt der Chef sich autokommunikativ in seiner Führungsposition. –
Das Selbst konstituiert sich in Kommunikationen ab der frühesten Kindheit. Es wird täglich in Kommunikationen aufrechterhalten, und zwar autokommunikativ. „Wenn [das Wort] ausgesprochen wird, verändert es vielleicht nicht die Welt, aber sicher den Sprecher. Nach dem Reden sind wir andere, denn Worte sprechen so laut wie (andere) Taten – zu uns selbst.“ Genser (2010) beschreibt den Vorgang wie folgt: „Abgewandelt von: 'Ich denke, also bin ich' gilt auch: 'Ich rede, also bin ich' sowie: 'Ich rede dasselbe, also bin und bleibe ich derselbe'. ... [Dies ist] zu erweitern: 'Ich spreche, und jemand hört mir zu, also bin ich'.“ Würde ein Zuhörer widersprechen, so wäre die Autokommunikation invalidiert. Das fragende Kind im Märchen stört den Kaiser in der Vorstellung seiner neuen Kleider.
Im Weiteren diskutiert Neuberger Beispiele aus Organisationen wie Statussymbole, Corporate Identity, Personalbeurteilung und Entgeltdifferenzierung. Er deutet diese als Kommunikationsprozesse, bei denen die Autokommunikation der vorrangige Zweck der Mitteilungen ist. Watzlawick u. a. (1969) haben Autokommunikation beschrieben, ohne diesen Terminus zu verwenden: „Der Prototyp der Mitteilung eines Senders wird auf der Beziehungsstufe immer auf die Aussage: 'So sehe ich mich selbst' hinauslaufen.“ Der Sender bietet diese „Ich-Definition“ dem Empfänger „zur Ratifizierung an“. Der Empfänger kann antworten mit Bestätigung, Verwerfung oder Entwertung.

### Selbstkommunikation
Als Selbstkommunikation (intrapersonelle Kommunikation) bezeichnet Tönnies (1994) „zumeist unwillkürlich auftretende Bewusstseinsinhalte, die Erwachsene überwiegend nicht laut denken ... .“ Zwei von ihm entwickelte Fragebögen enthalten positive und negative Aussagen zur Selbstkommunikation; z. B.: „Das habe ich sehr gut hingekriegt“; „Bei mir klappt es einfach nicht.“ Die Fragebogen sind an klinischen Stichproben validiert und können in der Psychotherapie eingesetzt werden. Die Aussagen formulieren Selbstansprachen. Sender und Empfänger sind dieselbe Person. Es handelt sich um Autokommunikationen.

### „Inneres Team“
Personen, die vor einer Entscheidung stehen oder von denen eine Stellungnahme gefordert wird, nehmen in der Regel „innere Botschaften“, „Strebungen“ oder „innere Regungen“ bei sich wahr. Diese beziehen sich auf verschiedene Aspekte ihrer Person, die für die jeweilige Entscheidung von Bedeutung sind. Schulz von Thun (1998) entwickelt die „Metapher“ vom „inneren Team“, in dem die „inneren Botschafter“ sich unter der Führung des „Oberhauptes“ – gemeint ist das „Ich“ – auseinandersetzen und zu einem Ergebnis kommen. Wenn eine Person in einer „inneren Teamkonferenz“ eine Klärung erreicht hat, kann sie „nach außen deutlich und kraftvoll kommunizieren“. Jede innere Strebung wird als eine Art Rolle wahrgenommen bzw. imaginiert und verbalisiert. Die „innere Teamkonferenz“ ist ein Prozess der Autokommunikation.

### Selbstinstruktion
Nach Meichenbaum (2003) sagen Menschen sich selbst, „was wir zu denken, zu glauben und wie wir uns zu verhalten haben. ... Indem man einen Gedanken als eine 'Instruktion an sich selbst' auffasst, betont man die Zielgerichtetheit dieses speziellen Gedankens und die Tatsache, dass [man] ihn kontrollieren [kann].“ Im Stressimpfungstraining werden Selbstinstruktionen zur wirksamen Stressbewältigung entwickelt; z. B.: „Unterteile den Stress in übersichtliche Einheiten“, „Solange ich nicht nervös werde, kann ich die Situation kontrollieren.“ Die gestresste Person spricht Aufforderungen („Instruktionen“) autokommunikativ zu sich selbst, die sonst von einer anderen Person an sie gerichtet wurden.

### Rituale
Rituale sind kommunikative Handlungen. Die dabei gesprochenen Texte sind in der Regel den beteiligten Personen bekannt. Lotman (2010) folgend wird in einem Ritual zwischen Sender und Empfänger keine Mitteilung über einen unbekannten Sachverhalt ausgetauscht, sondern der rituelle Text gewinnt im Prozess der Kommunikation durch die Einführung eines zusätzlichen Codes einen neuen Sinn. Mit diesem zusätzlichen Code können die beteiligten Personen ihren jeweiligen persönlichen Inhalt, ihr momentanes Erleben bei jeder Ausführung des Rituals immer wieder neu zum Ausdruck bringen. Der Vollzug eines Rituals ist demnach vorrangig ein autokommunikativer Prozess.

## Recht
2011 entschied der Bundesgerichtshof, dass abgehörte Selbstgespräche in der Regel nicht vor Gericht verwertet werden dürfen. Selbstgespräche gehörten zum absolut geschützten Kernbereich der Persönlichkeit.